# George Coyne
George Coyne (Baltimore, 19 de janeiro de 1933 – 11 de fevereiro de 2020) foi um sacerdote católico, jesuíta e matemático com doutorado em astronomia norte-americano. Durante 28 anos foi diretor do Observatório do Vaticano. Em 2009 recebeu o Prêmio George Van Biesbroeck da American Astronomical Society por relevantes serviços prestados. Defensor do darwinismo, Coyle também trabalhou no diálogo entre fé e ciência. Seu grupo de pesquisa baseia-se na Universidade do Arizona, em Tucson.
Morreu no dia 11 de fevereiro de 2020, aos 87 anos.